# Marisa Pavan
Marisa Pavan (Maria Luisa Pierangeli; 19 de junio de 1932-6 de diciembre de 2023) fue una actriz italiana activa entre las décadas de 1950 y 1970. Era hermana gemela de la también actriz Pier Angeli. Debutó en el cine en el año de 1952 en la película What Price Glory, aunque el papel que la hizo destacar llegó tres años después, cuando fue elegida para interpretar a la hija de Anna Magnani en La rosa tatuada (1955), actuación que le valió ser nominada al Oscar a la mejor actriz de reparto.
El 27 de marzo de 1956, Pavan se casó con el actor francés Jean-Pierre Aumont en Santa Bárbara, California. La unión duró hasta la muerte de Aumont en 2001 y dio como fruto dos hijos. Marisa Pavan falleció el 6 de diciembre de 2023 a los 91 años, en su residencia de Gassin, cerca de Saint-Tropez, en Francia.

## Filmografía seleccionada

### Cine y televisión
- What Price Glory (1952)
- I Chose Love (1953)
- Down Three Dark Streets (1954)[4]
- Drum Beat (1954)
- La rosa tatuada (1955)[5]
- Alfred Hitchcock Presents – "You Got to Have Luck" (1956)
- Diane (1956)[6]
- El hombre del traje gris (1956)
- The Midnight Story (1957)
- John Paul Jones (1959)
- Solomon and Sheba (1959)
- Shangri-La (1960)
- Naked City – "Requiem for a Sunday Afternoon" (1961)
- Combat – "Ambush" (1963)
- The Diary of Anne Frank (1967)
- Cutter's Trail (1970)
- A Slightly Pregnant Man (1973)
- Antoine and Sebastian (1974)
- Hawaii Five-O - "East Wind, Ill Wind" (1977)
- The Trial of Lee Harvey Oswald (1977)

## Premios y distinciones
Premios Óscar
| Año  | Categoría               | Película        | Resultado |
| ---- | ----------------------- | --------------- | --------- |
| 1956 | Mejor actriz de reparto | La rosa tatuada | Nominada  |